# Poręby Kupieńskie
Poręby Kupieńskie – wieś w Polsce położona w województwie podkarpackim, w powiecie kolbuszowskim, w gminie Kolbuszowa.
| SIMC    | Nazwa          | Rodzaj    |
| ------- | -------------- | --------- |
| 0652375 | Karczunki      | część wsi |
| 0652381 | Koło Leśnictwa | część wsi |
| 0652398 | Mikoska        | część wsi |
| 0652406 | Stare Poręby   | część wsi |
| 0652412 | Zabłocie       | część wsi |
| 0652429 | Zagórze        | część wsi |

W latach 1975–1998 miejscowość administracyjnie należała do województwa rzeszowskiego.
10 stycznia 2011 sanocki oddział PGNiG uruchomił w miejscowości kopalnię gazu ziemnego. Jej oficjalna nazwa to Ośrodek Zbioru Gazu Kupno. Ma być eksploatowana przez 15 lat, a roczne wydobycie ma wynieść 15 mln m³.